# Michael Owusu Mensah
Michael Owusu Mensah – ghański piłkarz grający na pozycji bramkarza. W swojej karierze grał w reprezentacji Ghany.

## Kariera klubowa
W swojej karierze piłkarskiej Mensah grał w klubie Hearts of Oak.

## Kariera reprezentacyjna
W reprezentacji Ghany Mensah zadebiutował w 1982 roku. W tym samym roku powołano go do kadry na Puchar Narodów Afryki 1982. Na tym turnieju zagrał w pięciu meczach: grupowych z Libią (2:2), z Kamerunem (0:0) i z Tunezją (1:0), półfinałowym z Algierią (3:2) i finałowym z Libią (1:1, k: 7:6). Z Ghaną został mistrzem Afryki.
W 1984 roku Mensah został powołany do kadry na Puchar Narodów Afryki 1984. Na tym turnieju zagrał w dwóch meczach grupowych: z Algierią (0:2) i z Malawi (1:0). W kadrze narodowej grał do 1985 roku.